# Molophilus turritus
Molophilus turritus là một loài ruồi trong họ Limoniidae. Chúng phân bố ở miền Australasia.